# Plátres
Plátres (grec moderne : Πλάτρες) est un village chypriote situé dans le district de Limassol et comptant plus de 239 habitants.